# Cavan (Côtes-d’Armor)
Cavan település Franciaországban, Côtes-d’Armor megyében. Lakosainak száma 1548 fő (2022. január 1.). Cavan Berhet, Caouënnec-Lanvézéac, Langoat, Pluzunet, Prat, Quemperven és Tonquédec községekkel határos.

## Népesség
A település népességének változása:
| Lakosok száma | 844  | 1025 | 1080 | 1351 | 1468 | 1493 | 1564 | 1532 | 1516 | 1548 |
|               | 1968 | 1982 | 1990 | 2006 | 2013 | 2015 | 2017 | 2019 | 2020 | 2022 |